# Brûlain
Brûlain est une commune du Centre-Ouest de la France située dans le département des Deux-Sèvres, en région Nouvelle-Aquitaine.

## Géographie
Entourée par les communes de Saint-Romans-des-Champs, Secondigné-sur-Belle et Saint-Médard, Brûlain est située à 18 km au sud-est de Niort, la plus grande ville à proximité. Située à 65 mètres d'altitude, la rivière la Courance est le principal cours d'eau qui traverse le village de Brûlain. La commune s'étend sur 24,7 km2. Depuis le dernier recensement de la population datant de 2007, elle compte 639 habitants appelés les Brulinois et les Brulinoises. Avec une densité de 25,9 habitants par km2, Brûlain a connu une nette hausse de 18,8 % de sa population par rapport à 1999.

### Climat
Pour des articles plus généraux, voir Climat de la Nouvelle-Aquitaine et Climat des Deux-Sèvres.
Historiquement, la commune est exposée à un climat océanique du nord-ouest.  
En 2020, Météo-France publie une typologie des climats de la France métropolitaine dans laquelle la commune est exposée à un climat océanique et est dans la région climatique  Poitou-Charentes, caractérisée par un bon ensoleillement, particulièrement en été et des vents modérés.
Pour la période 1971-2000, la température annuelle moyenne est de 12,3 °C, avec une amplitude thermique annuelle de 14,1 °C. Le cumul annuel moyen de précipitations est de 847 mm, avec 12,3 jours de précipitations en janvier et 7 jours en juillet. Pour la période 1991-2020, la température moyenne annuelle observée sur la station météorologique la plus proche, située sur la commune de Celles-sur-Belle à 11 km à vol d'oiseau, est de 12,7 °C et le cumul annuel moyen de précipitations est de 901,7 mm,. Pour l'avenir, les paramètres climatiques de la commune estimés pour 2050 selon différents scénarios d’émission de gaz à effet de serre sont consultables sur un site dédié publié par Météo-France en novembre 2022.

## Urbanisme

### Typologie
Au 1er janvier 2024, Brûlain est catégorisée commune rurale à habitat dispersé, selon la nouvelle grille communale de densité à sept niveaux définie par l'Insee en 2022.
Elle est située hors unité urbaine. Par ailleurs la commune fait partie de l'aire d'attraction de Niort, dont elle est une commune de la couronne,. Cette aire, qui regroupe 91 communes, est catégorisée dans les aires de 50 000 à moins de 200 000 habitants,.

### Occupation des sols
L'occupation des sols de la commune, telle qu'elle ressort de la base de données européenne d’occupation biophysique des sols Corine Land Cover (CLC), est marquée par l'importance des territoires agricoles (98 % en 2018), une proportion sensiblement équivalente à celle de 1990 (98,2 %). La répartition détaillée en 2018 est la suivante : 
terres arables (74,2 %), prairies (13,7 %), zones agricoles hétérogènes (10,2 %), zones urbanisées (2 %). L'évolution de l’occupation des sols de la commune et de ses infrastructures peut être observée sur les différentes représentations cartographiques du territoire : la carte de Cassini (XVIIIe siècle), la carte d'état-major (1820-1866) et les cartes ou photos aériennes de l'IGN pour la période actuelle (1950 à aujourd'hui).

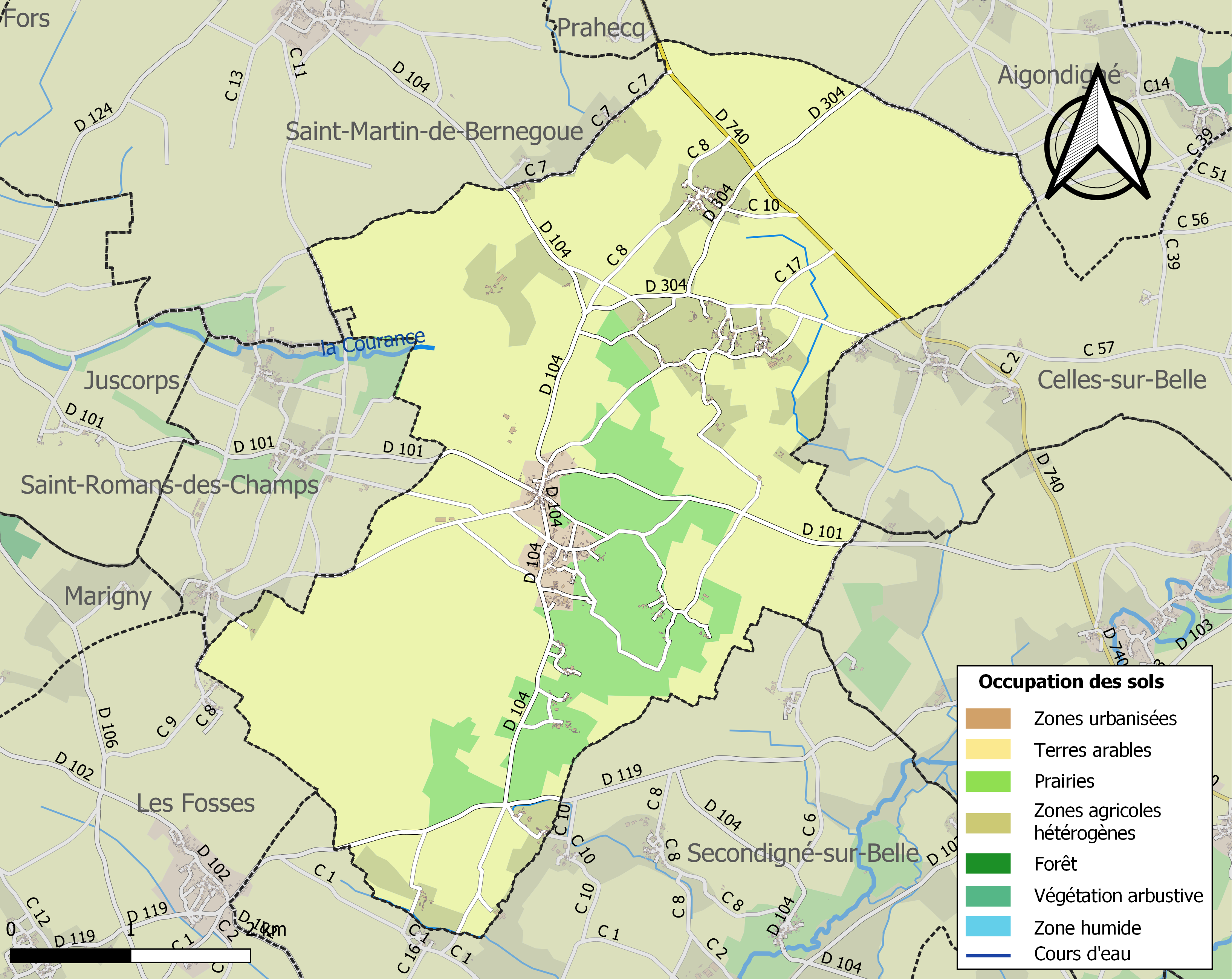
Carte des infrastructures et de l'occupation des sols de la commune en 2018 (CLC).

### Risques majeurs
Le territoire de la commune de Brûlain est vulnérable à différents aléas naturels : météorologiques (tempête, orage, neige, grand froid, canicule ou sécheresse), inondations, mouvements de terrains et séisme (sismicité modérée). Il est également exposé à un risque technologique,  le transport de matières dangereuses. Un site publié par le BRGM permet d'évaluer simplement et rapidement les risques d'un bien localisé soit par son adresse soit par le numéro de sa parcelle.

#### Risques naturels
Certaines parties du territoire communal sont susceptibles d’être affectées par le risque d’inondation par débordement de cours d'eau, notamment la Courance. La commune a été reconnue en état de catastrophe naturelle au titre des dommages causés par les inondations et coulées de boue survenues en 1982, 1983, 1999 et 2010,.

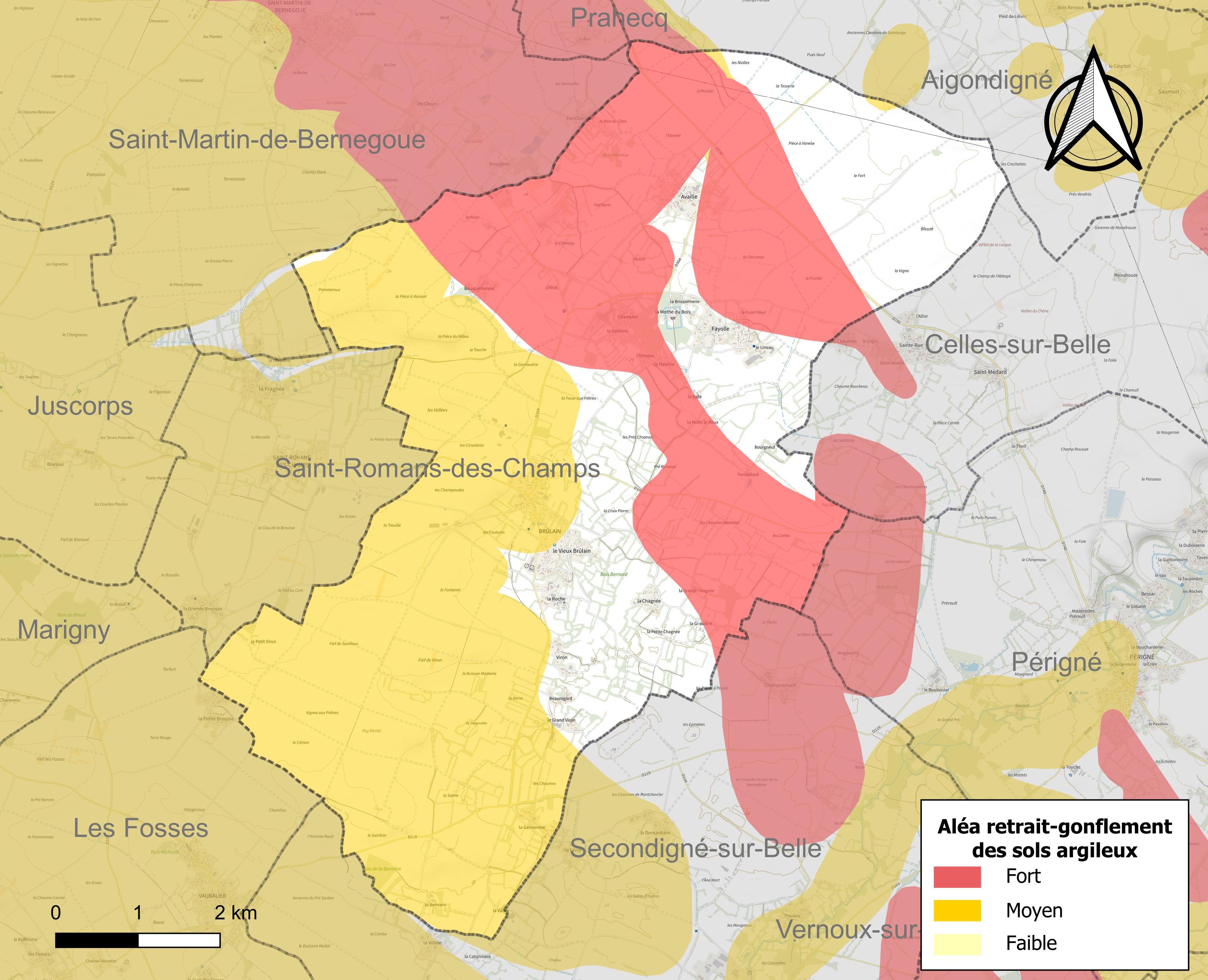
Carte des zones d'aléa retrait-gonflement des sols argileux de Brûlain.

Les mouvements de terrains susceptibles de se produire sur la commune sont des tassements différentiels. Le retrait-gonflement des sols argileux est susceptible d'engendrer des dommages importants aux bâtiments en cas d’alternance de périodes de sécheresse et de pluie. 72,3 % de la superficie communale est en aléa moyen ou fort (54,9 % au niveau départemental et 48,5 % au niveau national). Depuis le 1er octobre 2020, en application de la loi ELAN, différentes contraintes s'imposent aux vendeurs, maîtres d'ouvrages ou constructeurs de biens situés dans une zone classée en aléa moyen ou fort,.
La commune a été reconnue en état de catastrophe naturelle au titre des dommages causés par la sécheresse en 1989, 1991, 2005, 2011 et 2017 et par des mouvements de terrain en 1999 et 2010.

## Histoire
En 1986, à la Chagnée de Brûlain, un sondage archéologique réalisé par Marie-Claude Lagarde dans un terrain prospecté par M. Pierre a révélé la présence d'une occupation du Néolithique récent ou final.
Des vestiges d'époque gallo-romaine ont été découverts à plusieurs reprises au lieu-dit le Benchereau. Les découvertes les plus anciennes publiées, en 1868, sont des tombeaux mis au jour à proximité du chemin allant de Brûlain aux Fosses. D'autres vestiges ont été découverts au cours des années 1970 par MM. Jacques Jarry et Maurice Marsac.
L'église actuelle est consacrée à saint Martin.

## Politique et administration

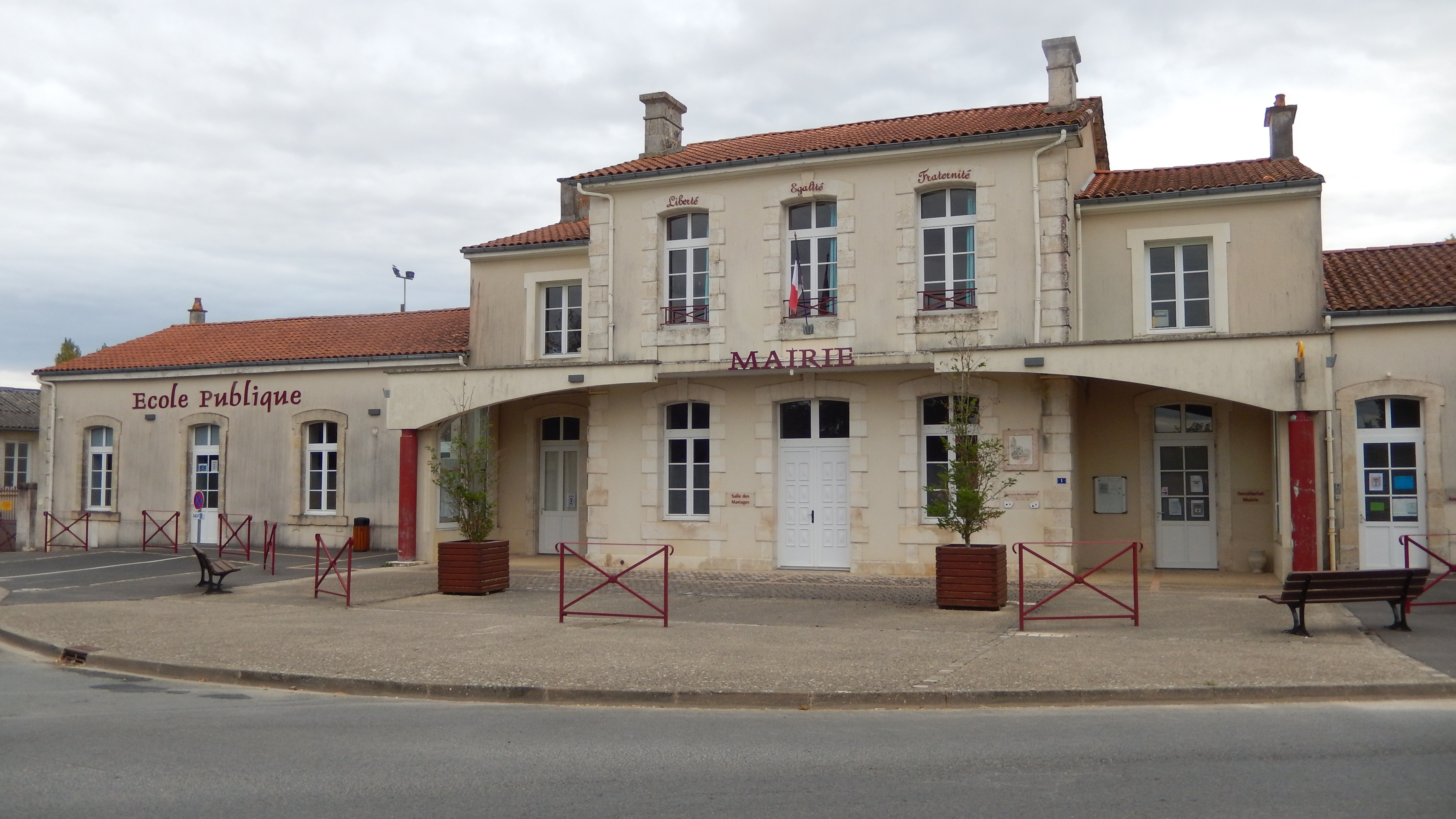
La mairie de Brûlain.

| Période   | Période   | Identité       | Étiquette | Qualité |
| --------- | --------- | -------------- | --------- | --- |
| mars 2014 | En cours  | Alain Lecointe |           | Chevalier dans l'Ordre national du Mérite - Chevalier dans l'Ordre du Mérite agricole                              |
| mars 2008 | mars 2014 | Jacky Thubin   |           | |
| mars 1989 | mars 2008 | Alain Lecointe |           | Maire honoraire de Brûlain - Chevalier dans l'Ordre national du Mérite - Chevalier dans l'Ordre du Mérite agricole |

## Démographie
À partir du XXIe siècle, les recensements réels des communes de moins de 10 000 habitants ont lieu tous les cinq ans. Pour Brûlain, cela correspond à 2007, 2012, 2017, etc. Les autres dates de « recensements » (2006, 2009, etc.) sont des estimations légales.
| 1793 | 1800 | 1806 | 1821 | 1831 | 1836 | 1841 | 1846 | 1851 |
| ---- | ---- | ---- | ---- | ---- | ---- | ---- | ---- | ---- |
| 759  | 818  | 828  | 901  | 993  | 905  | 934  | 984  | 967  |

| 1856 | 1861 | 1866 | 1872 | 1876 | 1881 | 1886 | 1891 | 1896 |
| ---- | ---- | ---- | ---- | ---- | ---- | ---- | ---- | ---- |
| 990  | 966  | 949  | 902  | 915  | 894  | 906  | 847  | 826  |

| 1901 | 1906 | 1911 | 1921 | 1926 | 1931 | 1936 | 1946 | 1954 |
| ---- | ---- | ---- | ---- | ---- | ---- | ---- | ---- | ---- |
| 788  | 755  | 745  | 735  | 745  | 720  | 730  | 675  | 676  |

| 1962 | 1968 | 1975 | 1982 | 1990 | 1999 | 2006 | 2007 | 2012 |
| ---- | ---- | ---- | ---- | ---- | ---- | ---- | ---- | ---- |
| 645  | 589  | 526  | 538  | 563  | 538  | 629  | 642  | 702  |

| 2017 | 2022 | - | - | - | - | - | - | - |
| ---- | ---- | - | - | - | - | - | - | - |
| 757  | 748  | - | - | - | - | - | - | - |

## Économie

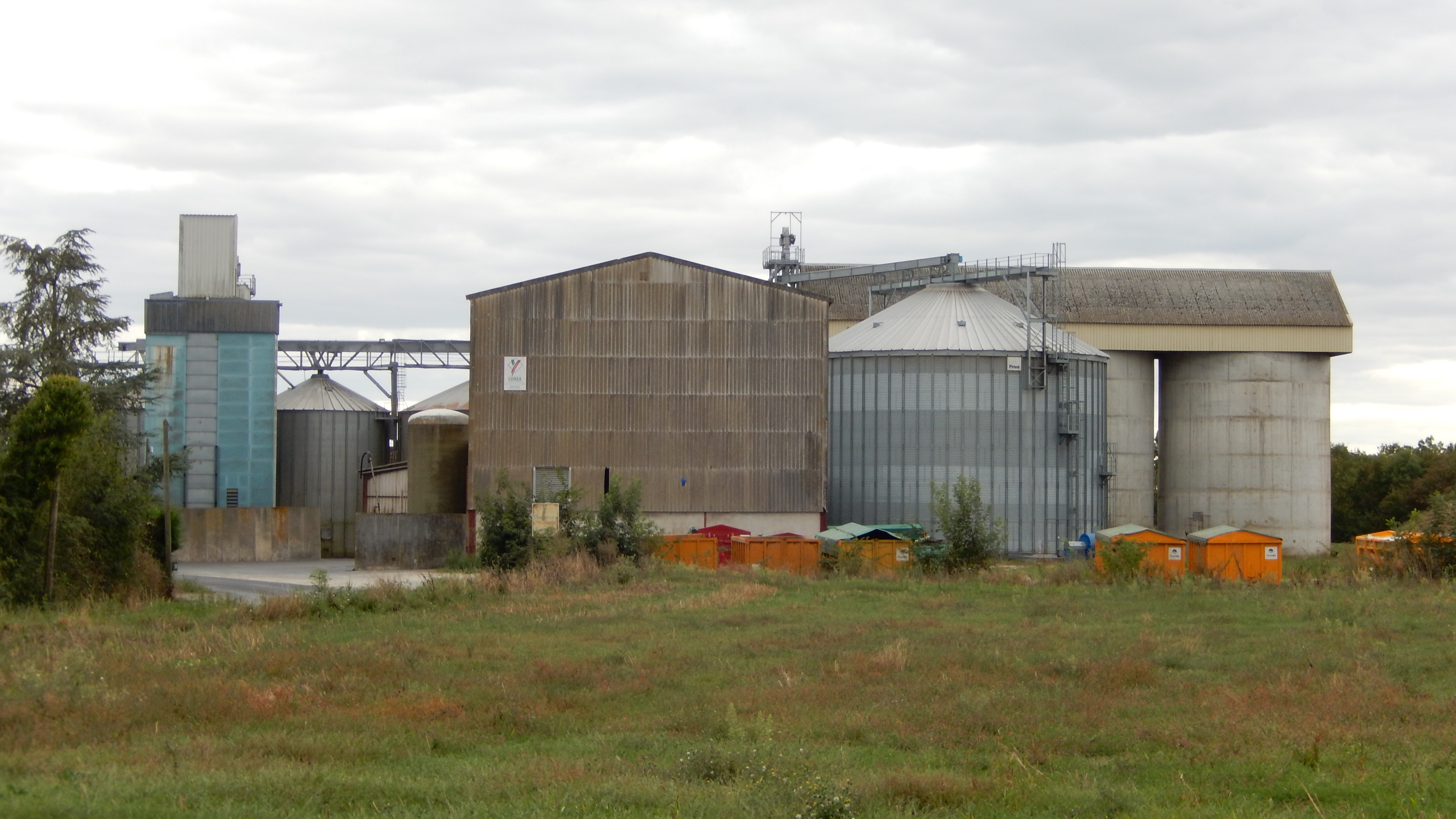
Le silo du Vieux Brûlain.

La coopérative agricole Océalia exploite un silo sur la commune, au hameau du Vieux Brûlain.

## Culture locale et patrimoine

### Lieux et monuments

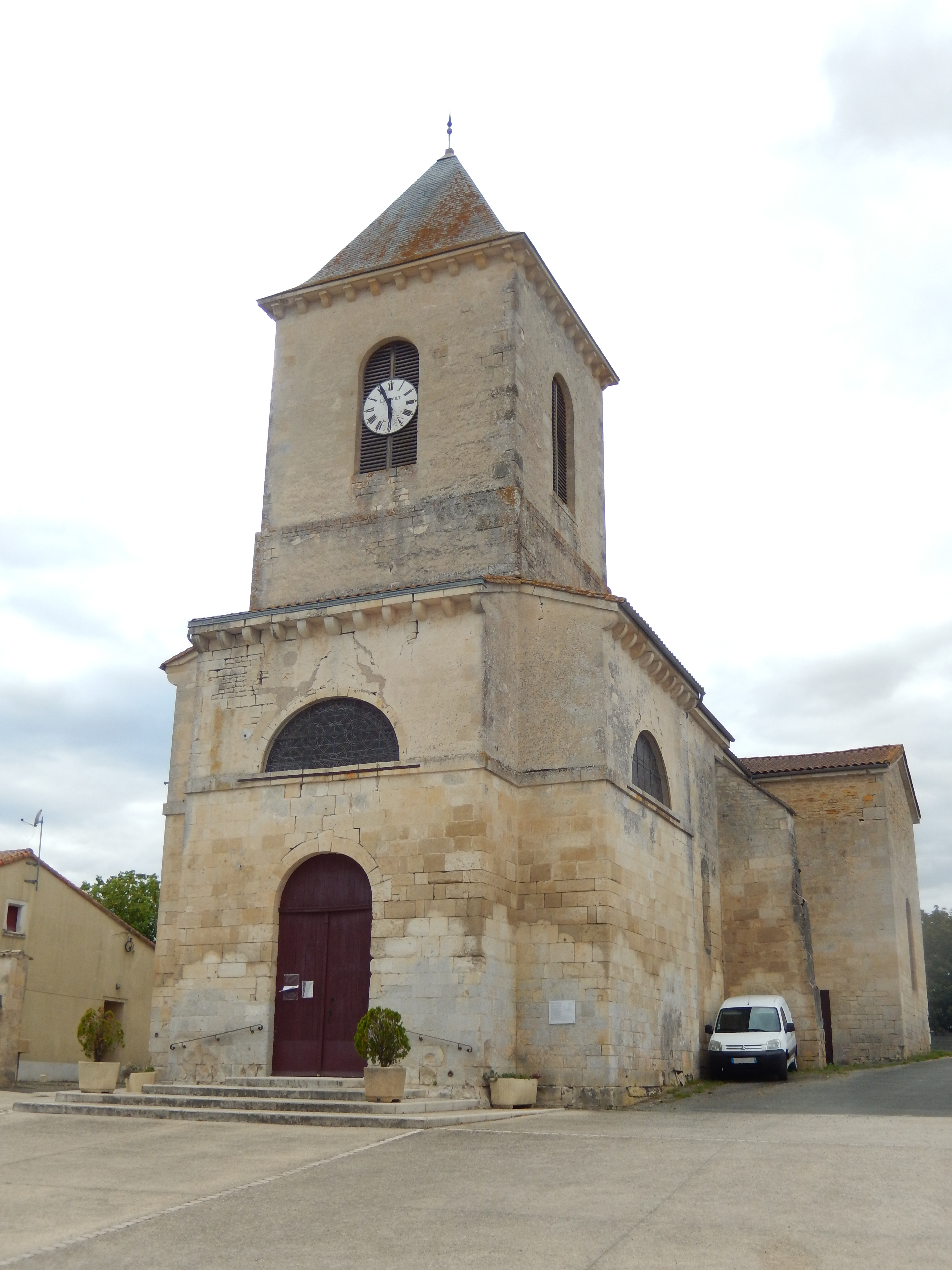
L'église Saint-Martin.

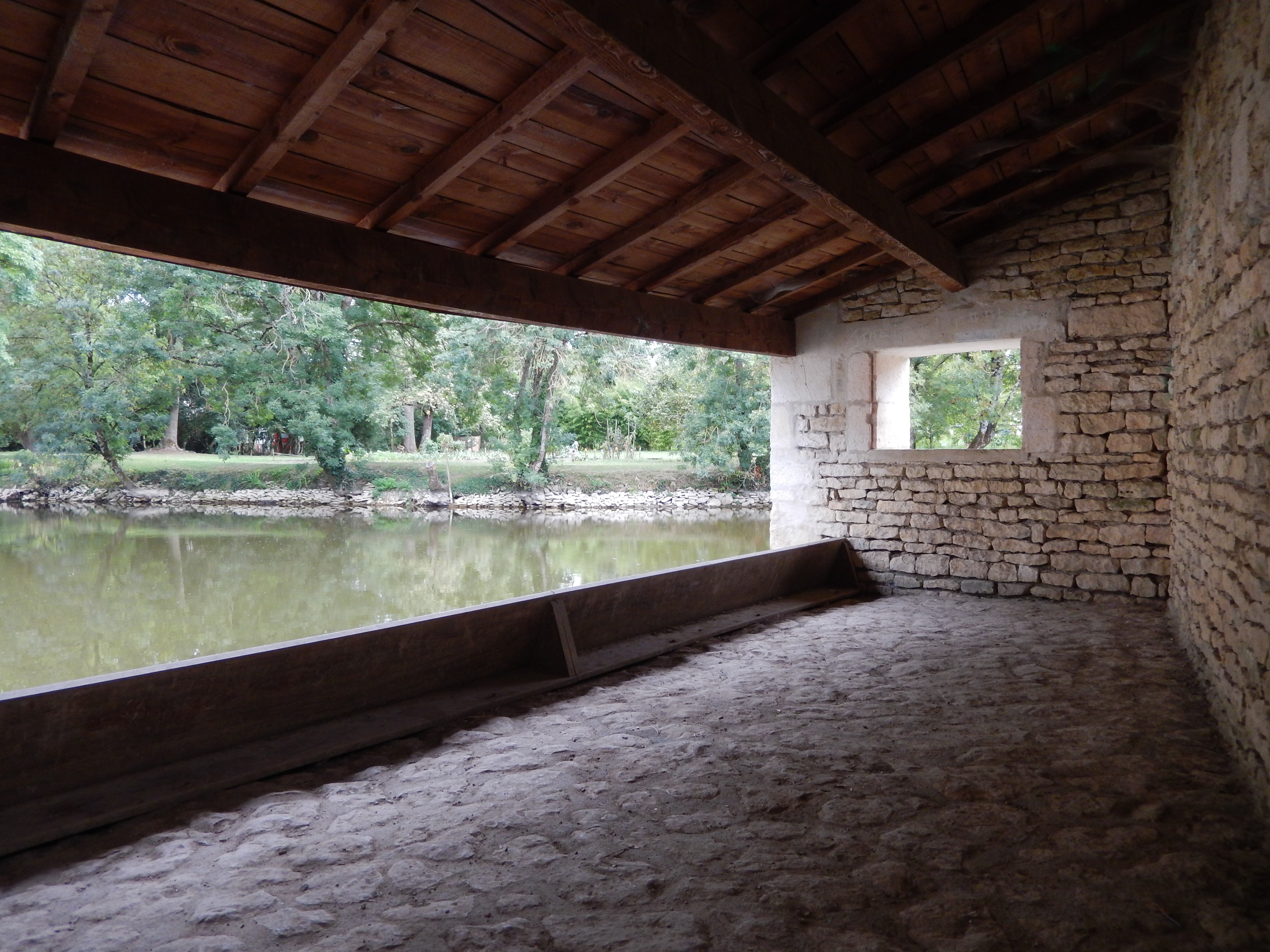
Le lavoir d'Availle.

- L'église Saint-Martin, bâtie au douzième siècle.
- Le lavoir d'Availle, dans le nord de la commune.

### Personnalités liées à la commune
- Baptiste-Paul Grimaud, créateur des cartes à jouer Grimaud, est né à Brûlain le 6 mai 1817.
- Roger Baillon, à l'origine de la célèbre collection d'automobiles anciennes de prestige vendue aux enchères en 2015, est né à Brûlain le 9 mars 1914.